# Moqi Simon Trolin
Moqi Simon Trolin, född 1974,  är en svensk teaterregissör och  teaterdirektör. Han är utbildad på Statens teaterskole i Köpenhamn och har studerat antropologi på Lunds universitet.
Trolin debuterade som regissör på teatern Mungo Park i Allerød med Anna Bros pjäs Sandholm som handlar om livet på en flyktingförläggning. Uppsättningen fick pris  av danska kunstrådet. Trolin har frilansat som regissör på teatrar hela Norden och satt upp pjäser på bland annat Det Kongelige Teater i Köpenhamn, Malmö Stadsteater och Ibsen i Norge.
År 2007 tillträdde han som teaterdirektör för Mungo Park i Kolding och från den 1 december 2022 ersätter han Kajsa Giertz som chef för Helsingborgs stadsteater.